# تيودورا بلانكو نونيز
تيودورا بلانكو نونيز (بالإسبانية: Teodora Blanco Núñez)‏ هي رسامة مكسيكية، ولدت في 28 فبراير 1928 في Santa María Atzompa ‏ في المكسيك، وتوفيت في 23 ديسمبر 1980.